# The Hits & Beyond
Último álbum de la cantante australiana Dannii Minogue, en el que repasa todos sus éxitos desde I Begin To Wonder o Success hasta el nuevo sencillo So Under Pressure. El disco llegó al número 17 en el Reino Unido y vendió alrededor de 50.000 copias en el Reino Unido. En Australia vendió alrededor de 10 000 copias llegando al número 67.
En el resto del mundo, el disco no se publicó, a pesar de las críticas de sus fanes hacia la discográfica Universal por haber hecho eso, dado que la discografía de Dannii se ha publicado por todo el mundo, obteniendo bastante éxito por ello.

## El tracklisting

### CD
1. "Put the Needle on It" (Radio edit) del álbum Neon Nights
2. "I Begin to Wonder" (Radio version) del álbum Neon Nights
3. "So Under Pressure" (Album version)
4. "You Won't Forget About Me" (Vocal Radio edit) Non-Album Single
5. "All I Wanna Do" (Radio version) del álbum Girl
6. "This Is It" (7" version) del álbum Get Into You
7. "Don't Wanna Lose This Feeling" (Single Version) del álbum Neon Nights
8. "Baby Love" (Silky 70's 7" Mix) del álbum Love and Kisses
9. "Everything I Wanted" (Radio edit) del álbum Girl
10. "Disremembrance" (Flexifingers Radio edit) del álbum Girl
11. "Jump to the Beat" (7" remix) del álbum Love and Kisses
12. "Love and Kisses" (UK 7" remix) del álbum Love and Kisses
13. "$ucce$$" (UK 7" remix) del álbum Love and Kisses
14. "Perfection" (Radio edit) Non-Album Single
15. "Who Do You Love Now?" (Original Radio Edit) with Riva del álbum Neon Nights
16. "Love Fight"
17. "Sunrise"
18. "I Can't Sleep at Night"
19. "Gone"
20. "Good Times"

### Bonus DVD
All bonus music videos appear on the special edition of The Hits and Beyond.
1. "Love and Kisses"
2. "$ucce$$"
3. "Jump to the Beat"
4. "Baby Love"
5. "This is It"
6. "All I Wanna Do"
7. "Everything I Wanted"
8. "Disremembrance"
9. "Who Do You Love Now?"
10. "Put the Needle on It"
11. "I Begin to Wonder"
12. "Don't Wanna Lose This Feeling"
13. "You Won't Forget About Me"
14. "Perfection"
15. "So Under Pressure"
16. "I Can't Sleep at Night"

Note: due to a fault with the mastering, the audio for the above videos are in mono.

## Chart positions
| Chart (2006)                  | Peak position |
| ----------------------------- | ------------- |
| UK Albums Charts              | 17            |
| UK iTunes Charts              | 54            |
| Australian ARIA Albums Charts | 67            |
| Ireland Top 100 Albums Charts | 124           |

- Datos: Q2662926